# 梅嘉生
梅嘉生（1913年—1993年），江苏丹阳人。中国人民解放军军事将领。

## 生平
1938年参加新四军，历任新四军抗日义勇军挺进纵队支队长，团长，苏皖支队副司令员，南通保安旅副旅长，新四军一师三旅参谋长，四分区参谋长兼启海警卫团团长，二分区司令员等。日本投降后，梅嘉生历任苏中军区副参谋长，新四军一师参谋长，华东野战军四纵参谋长，陆军第23军副军长。解放战争期间，曾参加过苏中七战七捷、涟水会战、枣庄会战、莱芜会战、孟良崮战役、鲁南战役、淮海战役、渡江战役和上海战役等。
1950年，作为援越军事顾问团参谋长、第一副团长，随团长韦国清前往越南。梅嘉生率军事顾问组，邓逸凡率政治顾问组，共同帮助越共与法军作战，战后被授予越南二级军功勋章。1955年5月，调任海军航空兵部副司令员兼参谋长，是海军航空兵部队的主要创始人之一。1955年，被授予中国人民解放军海军少将军衔及二级独立自由勋章、一级解放勋章。1964年，任东海舰队副司令员，参与指挥了击沉中华民国海军“永昌号”炮舰、击伤“永泰号”猎潜舰的崇武以东海战。1975年，任海军副司令员。